# 蒙里库
蒙里库（法語：Montricoux，法語發音：[mɔ̃ʁiku]）是法国奧克西塔尼大區塔恩-加龙省的一个市镇，属于蒙托邦区。

## 地理
蒙里库（44°4'32"N, 1°37'10"E）面积26.44 平方千米，位于法国奧克西塔尼大區塔恩-加龙省，该省份为法国西南部内陆省份。
与蒙里库接壤的市镇（或旧市镇、城区）包括：佩讷、比乌勒、布吕尼凯勒、科萨德、卡扎尔、内格勒珀利斯、圣安托南-诺布勒瓦勒、圣西尔克。
蒙里库的时区为UTC+01:00、UTC+02:00（夏令时）。

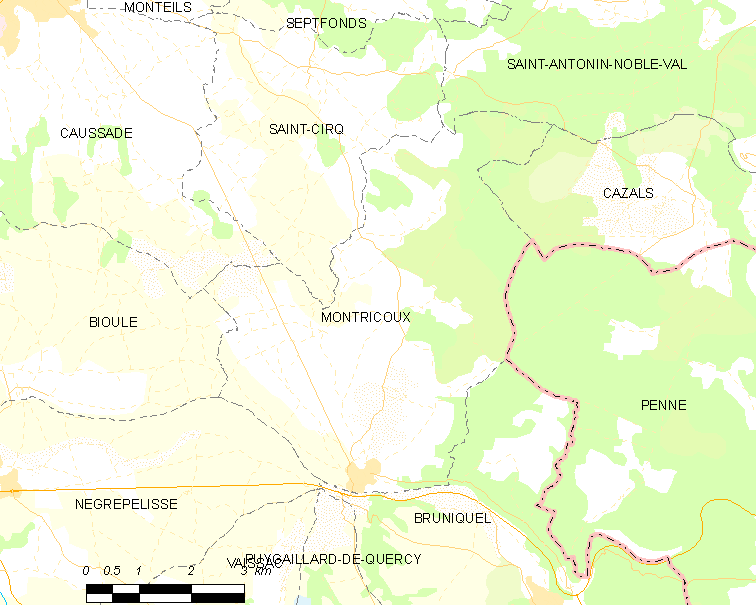
蒙里库的OSM定位图

## 行政
蒙里库的邮政编码为82800，INSEE市镇编码为82132。

## 政治
蒙里库所属的省级选区为阿韦龙-莱尔县。

## 人口

1962-2008年间蒙里库人口变化图示

蒙里库于2022年1月1日时的人口数量为1175人。